# لایمستون کریک (فلوریدا)
لایمستون کریک (به انگلیسی: Limestone Creek) یک منطقهٔ مسکونی در ایالات متحده آمریکا است که در شهرستان پام بیچ، فلوریدا واقع شده است. لایمستون کریک ۱٫۲ کیلومتر مربع مساحت و ۵۶۹ نفر جمعیت دارد و ۳ متر بالاتر از سطح دریا واقع شده است.